# ناحية أرمناز
ناحية أرمناز إحدى نواحي سوريا تتبع إداريّاً لمحافظة إدلب منطقة حارم ومركزها بلدة أرمناز، بلغ تعداد سكان الناحية 27,267 نسمة حسب التعداد السكاني لعام 2004.

## بلدات وقرى ناحية أرمناز
أرمناز، بسليا، بيرة ارمناز، الدويلة، الغفر، حفسرجة، كبتة، كوارو (أم الرياح)، ملس، القنيطرة، الشيخ يوسف، حاج جمعة.